# USS Loy (DE-160)
USS Loy (DE-160/APD-56) là một tàu hộ tống khu trục lớp Buckley được Hải quân Hoa Kỳ chế tạo trong Chiến tranh Thế giới thứ hai. Tên nó được đặt theo hạ sĩ quan Jackson Keith Loy (1922-1942), người từng phục vụ trên tàu tuần dương hạng nặng San Francisco (CA-38) và đã tử trận do không kích đối phương trong trận Hải chiến Guadalcanal vào ngày 12 tháng 11, 1942; anh được truy tặng Huân chương Chữ thập Hải quân. Nó đã phục vụ trong chiến tranh cho đến năm 1944, khi được cải biến thành một tàu vận chuyển cao tốc mang ký hiệu lườn APD-56, và tiếp tục phục vụ cho đến khi chiến tranh kết thúc; nó xuất biên chế năm 1947 và bị tháo dỡ năm 1966. Loy được tặng thưởng một Ngôi sao Chiến trận do thành tích phục vụ trong Thế Chiến II.

## Thiết kế và chế tạo
Những chiếc thuộc lớp tàu hộ tống khu trục Buckley có chiều dài chung 306 ft (93 m), mạn tàu rộng 37 ft 1 in (11,30 m) và độ sâu mớn nước khi đầy tải là 11 ft 3 in (3,43 m). Chúng có trọng lượng choán nước tiêu chuẩn 1.400 tấn Anh (1.400 t); và lên đến 1.740 tấn Anh (1.770 t) khi đầy tải. Hệ thống động lực bao gồm hai turbine hơi nước General Electric công suất 13.500 mã lực (10.100 kW), dẫn động hai máy phát điện công suất 9.200 kilôwatt (12.300 hp) để vận hành hai trục chân vịt;  công suất 12.000 hp (8.900 kW) cho phép đạt được tốc độ tối đa 23 kn (26 mph; 43 km/h), và có dự trữ hành trình 6.000 nmi (6.900 mi; 11.000 km) khi di chuyển ở vận tốc đường trường 12 kn (14 mph; 22 km/h).
Vũ khí trang bị bao gồm ba pháo 3 in (76 mm)/50 cal trên tháp pháo nòng đơn có thể đối hạm hoặc phòng không, một khẩu đội 1,1 inch/75 caliber bốn nòng và tám pháo phòng không Oerlikon 20 mm. Vũ khí chống ngầm bao gồm một dàn súng cối chống tàu ngầm Hedgehog Mk. 10 (có 24 nòng và mang theo 144 quả đạn); hai đường ray Mk. 9 và tám máy phóng K3 Mk. 6 để thả mìn sâu. Khác biệt đáng kể so với lớp Evarts dẫn trước là chúng có thêm ba ống phóng ngư lôi Mark 15 21 inch (533 mm). Thủy thủ đoàn đầy đủ bao gồm 186 sĩ quan và thủy thủ.
Loy được đặt lườn tại Xưởng hải quân Norfolk ở Portsmouth, Virginia vào ngày 23 tháng 4, 1943. Nó được hạ thủy vào ngày 4 tháng 7, 1943; được đỡ đầu bởi bà Lewis G. Barnes, và nhập biên chế vào ngày 12 tháng 9, 1943 dưới quyền chỉ huy của Hạm trưởng, Thiếu tá Hải quân James Voigt Bewick.

## Lịch sử hoạt động

### Mặt trận Đại Tây Dương
Sau khi hoàn tất chuyến đi chạy thử máy huấn luyện tại khu vực Bermuda, Loy khởi hành từ New York vào ngày 12 tháng 11, 1943 cho một chuyến đi hộ tống vận tải vượt Đại Tây Dương. Trong ba tháng tiếp theo sau nó đã hoàn tất hai chuyến đi khứ hồi sang khu vực Địa Trung Hải, từ Tây Ấn Hà Lan đến Bizerte, Tunisia và Algiers, Algeria. Vào cuối tháng 3, 1944, nó hộ tống một đoàn tàu vận tải chuyển quân từ Boston, Massachusetts đến Halifax, Nova Scotia. Sau đó nó đi ngang qua Casco Bay, Maine để đến Norfolk, Virginia, nơi nó tham gia một đội tìm-diệt tàu ngầm từ ngày 1 tháng 4.
Khởi hành từ Norfolk vào ngày 3 tháng 4, Loy tháp tùng tàu sân bay hộ tống Core (CVE-13) để hoạt động tuần tra dọc theo tuyến đường hàng hải đi đến Azores và Bắc Phi. Nó đi đến Casablanca, Morocco thuộc Pháp vào ngày 29 tháng 4, rồi lại lên đường vào ngày 3 tháng 5 để tiếp tục hoạt động hộ tống và tuần tra chống tàu ngầm. Sau khi quay trở về New York vào ngày 31 tháng 5, nó tiếp nối nhiệm vụ hộ tống vận tải trong hai tuần. Trong giai đoạn từ ngày 13 tháng 6 đến ngày 8 tháng 10, nó thực hiện thêm hai chuyến đi hộ tống vận tải khứ hồi vượt Đại Tây Dương từ New York và Norfolk. Sau đó nó đi vào Xưởng hải quân Boston để được cải biến thành một tàu vận chuyển cao tốc thuộc lớp Charles Lawrence. Con tàu được xếp lại lớp với ký hiệu lườn mới APD-56 vào ngày 23 tháng 10, 1944.

### Mặt trận Thái Bình Dương
Rời Boston vào ngày 18 tháng 12, Loy hoạt động huấn luyện tại khu vực bờ biển Virginia trước khi khởi hành từ New York vào ngày 1 tháng 1, 1945 để chuyển sang khu vực Mặt trận Thái Bình Dương. Con tàu băng qua kênh đào Panama và ghé qua San Diego, California trước khi đi đến Trân Châu Cảng vào ngày 25 tháng 1. Nó thực hành huấn luyện cùng các đội phá hoại dưới nước (UDT: Underwater Demolition Team) tại khu vực Hawaii trước khi lên đường hướng sang Viễn Đông vào ngày 14 tháng 2, đi đến vịnh Leyte, Philippines vào ngày 4 tháng 3. Tại đây nó chuẩn bị để tham gia cuộc đổ bộ lên Okinawa.

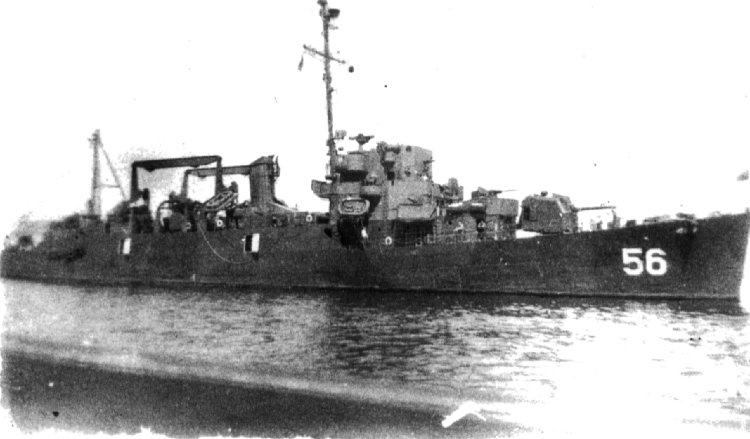
USS Loy (APD-56) vào năm 1945.

Đón Đội UDT-4 lên tàu, Loy khởi hành vào ngày 21 tháng 3 để đi sang khu vực quần đảo Ryukyu. Khi tiếp cận Okinawa vào ngày 26 tháng 3, nó phải chống trả đợt không kích tự sát đầu tiên tiên của máy bay Kamikaze đối phương, bắn rơi kẻ tấn công. Trước khi diễn ra cuộc đổ bộ, con tàu hỗ trợ cho hoạt động của Đội UDT-4 nhằm trinh sát bãi đổ bộ, rà phá thủy lôi và dọn sạch chướng ngại vật. Vào ngày 29 tháng 3, nó trợ giúp cứu hộ và hỗ trợ y tế cho chiếc LSM(R)-188, sau khi chiếc tàu đổ bộ bị máy bay Kamikaze đâm trúng đuôi tàu.
Vào ngày D 1 tháng 4, Loy đưa Đội UDT-4 đổ bộ bằng xuồng lên bãi Purple, và trong một tuần lễ tiếp theo đã hỗ trợ cho hoạt động UDT cũng như tuần tra chống tàu ngầm và phòng không ngoài khơi Okinawa. Đi đến Kerama Retto vào ngày 10 tháng 4, nó tiếp tục hỗ trợ hoạt động phá hoại dưới nước tại Ie Shima từ ngày 16 tháng 4 đến ngày 23 tháng 4. Bất chấp các đợt không kích của đối phương, nó tiếp tục tuần tra chống tàu ngầm ven biển, bắn rơi một máy bay đối phương vào ngày 8 tháng 4, rồi thêm một chiếc khác vào ngày 16 tháng 4.
Rời khu vực Okinawa vào ngày 25 tháng 4, Loy đi đến Guam thuộc quần đảo Mariana vào ngày 2 tháng 5. Nó quay trở lại Okinawa cùng một đoàn tàu vận tải từ ngày 11 đến ngày 15 tháng 5, và tiếp nối nhiệm vụ tuần tra và phòng không. Trong chuyến tuần tra vào ngày 25 tháng 5, nó đưa lên tàu để chăm sóc những người sống sót từ chiếc Barry (DD-248), sau khi chiếc tàu vận chuyển cao tốc bị máy bay Kamikaze đâm trúng. Hai ngày sau đó, nó chịu đựng hai đợt tấn công tự sát và đã bắn rơi ba máy bay đối phương. Chiếc máy bay thứ ba bị bắn trúng đã đâm xuống và nổ tung dưới nước ngay cạnh mạn phải con tàu, tung một cơn mưa mảnh đạn lên sàn tàu; con tàu chịu đựng 18 trường hợp thương vong cùng một số hư hại.
Trên đường đi đến khu vực neo đậu Hagushi, Okinawa vào ngày 28 tháng 5 để sửa chữa tạm thời, Loy tiếp tục bắn rơi một máy bay đối phương tấn công; đối thủ đâm xuống nước gần cạnh đuôi tàu. Đi đến Kerama Retto vào ngày 29 tháng 5 để tiếp tục được sửa chữa, con tàu sau đó lên đường đi vịnh Leyte ngang qua Saipan từ ngày 7 đến ngày 19 tháng 6. Sau khi hoàn tất sửa chữa những hư hại trong chiến đấu vào ngày 28 tháng 7, nó hoạt động tại vùng biển Philippines cho đến ngày 10 tháng 9. Vào lúc này Nhật Bản đã chấp nhận đầu hàng vào ngày 15 tháng 8 giúp kết thúc cuộc xung đột.
Đi đến vịnh Lingayen, Luzon vào ngày 13 tháng 9, Loy phục vụ hộ tống các tàu vận chuyển đưa lực lượng chiếm đóng đi sang Nhật Bản. Khởi hành vào ngày 20 tháng 9, hải đội đi đến vịnh Wakayama, Honshū vào ngày 25 tháng 9, nơi con tàu phục vụ bảo vệ trong một tháng tiếp theo. Sau một chuyến đi hộ tống khứ hồi đến Nagoya, nó lên đường đi Philippines vào ngày 31 tháng 10, tiếp tục phục vụ vận chuyển hành khách và thư tín đến Nagoya, ghé đến Đại Cô Khẩu, Trung Quốc để tiếp nhiên liệu và quay trở lại vịnh Manila, Luzon vào ngày 12 tháng 11.
Đón nhận hành khách để vận chuyển về Hoa Kỳ, Loy rời vịnh Manila vào ngày 19 tháng 11 cho chuyến đi trong khuôn khổ Chiến dịch Magic Carpet; con tàu ghé qua Samar, Eniwetok và Trân Châu Cảng trước khi về đến San Diego vào ngày 11 tháng 11. Nó tiếp tục chặng đường đi sang vùng bờ Đông Hoa Kỳ từ ngày 14 tháng 12, đi đến Norfolk vào ngày 28 tháng 12. Nó được chuyển đến Green Cove Springs, Florida vào ngày 6 tháng 2, 1946, nơi nó được cho xuất biên chế vào ngày 21 tháng 2, 1947 và được đưa về Hạm đội Dự bị Đại Tây Dương.
Đang khi trong thành phần dự bị, con tàu được kéo đến Orange, Texas vào năm 1961, nhưng không bao giờ được đưa ra hoạt động trở lại. Tên nó được cho rút khỏi danh sách Đăng bạ Hải quân vào ngày 1 tháng 9, 1964, và con tàu được bán cho hãng Boston Metals Company tại Baltimore, Maryland vào ngày 15 tháng 8, 1966 để tháo dỡ.

## Phần thưởng
Loy được tặng thưởng một Ngôi sao Chiến trận do thành tích phục vụ trong Thế Chiến II.
|  |  | Bronze star |
|  |  |             |

| Dãi băng Hoạt động Tác chiến (truy tặng)           | Huân chương Chiến dịch Hoa Kỳ        | Huân chương Chiến dịch Châu Á-Thái Bình Dương với 1 Ngôi sao Chiến trận |
| Huân chương Chiến dịch Châu Âu-Châu Phi-Trung Đông | Huân chương Chiến thắng Thế Chiến II | Huân chương Phục vụ Chiếm đóng Hải quân                                 |